# Eremulus translamellatus
Eremulus translamellatus är en kvalsterart som beskrevs av Balogh och Sandór Mahunka 1969. Eremulus translamellatus ingår i släktet Eremulus och familjen Eremulidae. Inga underarter finns listade i Catalogue of Life.